# Luciano Sánchez
Luciano Sánchez García (Béjar, 28 maggio 1944) è un ex calciatore spagnolo, di ruolo attaccante.

## Carriera
Giocò 7 stagioni nella Liga con la maglia dell'Elche, ottenendo il titolo di Pichichi nel 1966.